# Toba mascoy
Pour les articles homonymes, voir Toba.
Le toba mascoy est une langue lengua-mascoy parlée dans les départements d'Alto Paraguay, de Boquerón, de Concepción et de Presidente Hayes au Paraguay, par 1 312 Toba Mascoy.